# Steinweg 26 (Quedlinburg)

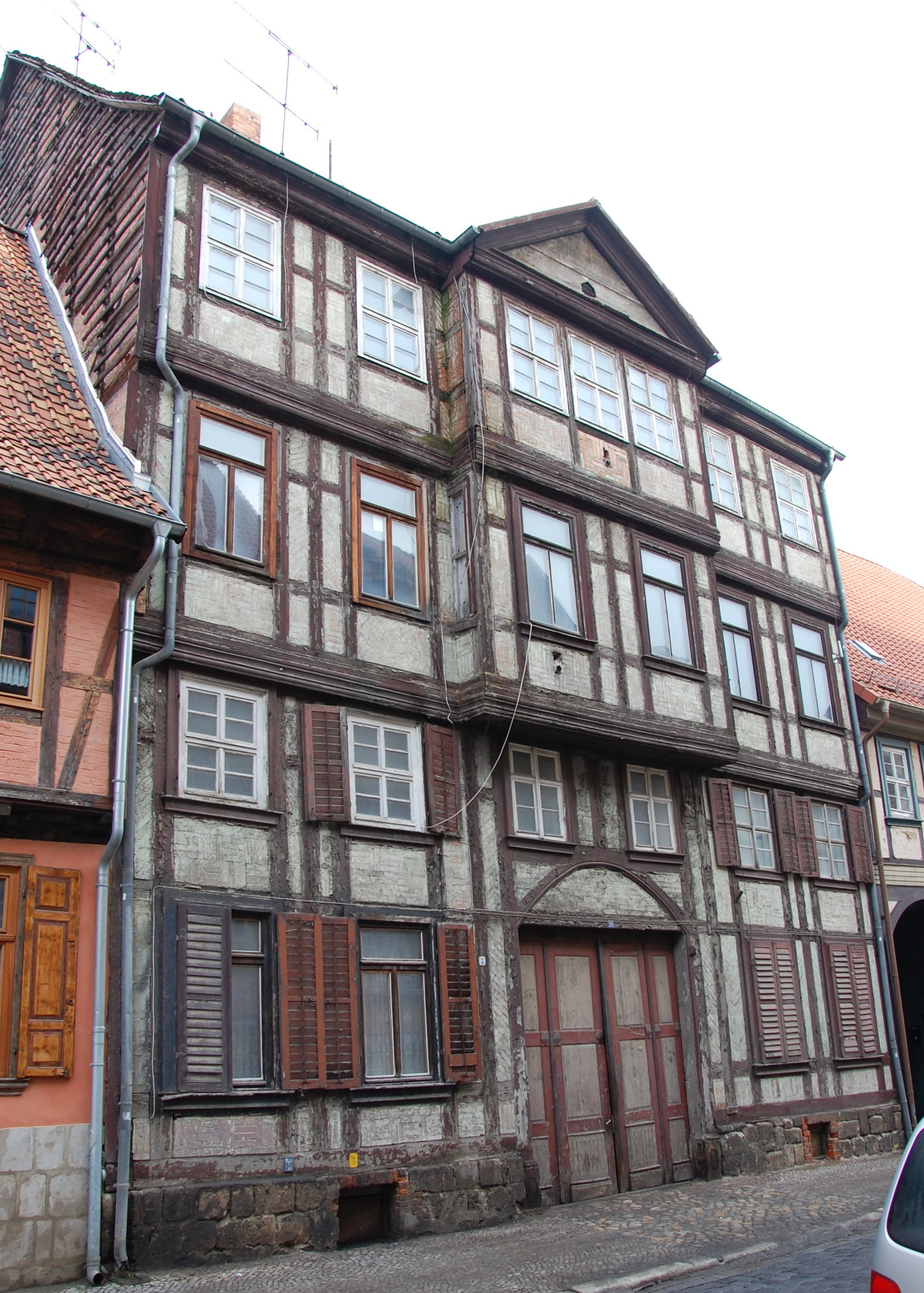
Steinweg 26

Das Haus Steinweg 26 ist ein denkmalgeschütztes Gebäude in der Stadt Quedlinburg in Sachsen-Anhalt.

## Lage
Es befindet sich in der historischen Quedlinburger Neustadt auf der Nordseite des Steinwegs. Westlich grenzt das gleichfalls denkmalgeschützte Haus Steinweg 25, östlich das Haus Steinweg 27 an. Im Quedlinburger Denkmalverzeichnis ist es als Wohnhaus eingetragen.

## Architektur und Geschichte
Das straßenseitige in Fachwerkbauweise gebaute dreigeschossige Wohnhaus entstand im Barock in der Zeit um 1740. Es stellt den Rest einer ursprünglich größeren Hofanlage dar. Die Fachwerkfassade präsentiert sich regelmäßig. Es bestehen Profilbohlen und in den Gefachen Zierausmauerungen. In das Erdgeschoss ist ein Zwischengeschoss eingefügt. Vor den oberen Geschossen befindet sich ein zweigeschossiger Kastenerker, der von einem Dreiecksgiebel bekrönt wird.
Im Inneren ist die Raumaufteilung noch weitgehend original vorhanden.
Ein seitlicher Flügel des Anwesens ist aus Quadermauerwerk errichtet. Auf der Westseite besteht ein im Erdgeschoss in Ständerbauweise gebautes Fachwerkgebäude aus der Zeit um 1700. Am Obergeschoss bestehen Überblattungen.
Wegen fortschreitenden Verfalls wurde das Gebäude im Dezember 2020 notgesichert.